# 데스피나 슈토르히

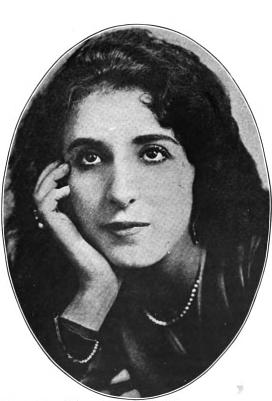
데스피나 슈토르히

데스피나 슈토르히(튀르키예어: Despina Storch, 본명: 데스피나 다비도비치(Despina Davidovitch), 1895년 1월 1일 오스만 제국 이스탄불 ~ 1918년 3월 30일 미국 뉴저지주 뉴욕 엘리스섬)는 터키의 간첩이다. 간첩을 소재로 한 문학 작품에서는 "터키 사탕", "터키의 미인", "현대의 클레오파트라"라는 별칭으로 부르기도 한다.
17세에 프랑스인 폴 슈토르히(Paul Storch)와 결혼했지만 프랑스 군대에 입대한 폴 슈토르히의 옛 부인이 프랑스의 간첩으로 의심받게 되면서 이혼하고 만다. 프랑스어, 무용에 소질이 뛰어났고 주목할 만한 미모를 갖고 있었기 때문에 제1차 세계 대전 기간 동안에는 독일 제국, 오스만 제국의 공작원으로 활동했다.
독일 출신의 여자인 엘리자베트 샤를로테 닉스(Elisabeth Charlotte Nix), 프랑스 출신의 백작인 로베르 드 클라르몽(Robert de Clalrmont)과 함께 미국에 입국한 뒤에 미국 법무부로부터 수배 대상자 명단에 포함되었다. 동료들과 함께 프랑스 여권을 이용하여 쿠바 입국을 시도하던 도중에 1918년 3월 18일에 미국 법무부에 의해 체포되었다. 엘리스섬의 감옥에 수감 생활을 하던 도중에 폐렴으로 사망했다.